# Pontificia commissione per la tutela dei minori
La Pontificia commissione per la tutela dei minori (in latino Pontificia commissio pro tutela minorum) è un'istituzione della Curia romana della Chiesa cattolica creata da papa Francesco il 22 marzo 2014. La commissione ha ricevuto il suo statuto l'8 maggio 2015, come parte degli sforzi della Chiesa cattolica per affrontare lo scandalo degli abusi sessuali su minori. Il suo scopo singolare è quello di proporre iniziative che possano proteggere i bambini e gli adulti vulnerabili nella Chiesa. Dal 5 luglio 2025 è presieduta dall'arcivescovo Thibault Verny, acivescovo di Chambéry e vescovo di San Giovanni di Moriana e Tarantasia.

## Chirografo di istituzione
Papa Francesco ha pubblicato un chirografo per l'istituzione di una commissione pontificia per la tutela dei minori il 22 marzo 2014.
In esso egli osserva: "Dolorosi fatti hanno imposto un profondo esame di coscienza da parte della Chiesa e, insieme con la richiesta di perdono alle vittime e alla società per il male causato, hanno portato ad avviare con fermezza iniziative di vario genere nell'intento di riparare il danno, fare giustizia e prevenire, con tutti i mezzi possibili, il ripetersi di episodi simili in futuro".
In esso si chiede alla commissione di promuovere la responsabilità delle Chiese locali, unendo i loro sforzi a quelli della Congregazione per la dottrina della fede, allora sotto la guida del cardinale Gerhard Ludwig Müller. Esso prevede la protezione di tutti i bambini e adulti vulnerabili, indipendentemente dalla loro religione.

## Statuto
Il 21 aprile il cardinale segretario di Stato ha approvato per mandato del Sommo Pontefice, ad experimentum per tre anni, lo statuto della Pontificia commissione per la tutela dei minori, la cui bozza era stata presentata per l'approvazione dal cardinale Sean Patrick O'Malley, presidente della stessa commissione.
Lo statuto è stato pubblicato l'8 maggio 2015. Esso comprende i dettagli sul suo ruolo di organo puramente consultivo al servizio del papa al fine di promuovere la responsabilità locale delle Chiese particolari per la protezione di tutti i minori e adulti vulnerabili. Descrive anche il personale della commissione, che è composta da un massimo di diciotto membri e un presidente nominato dal papa per un periodo di tre anni, che può essere riconfermato, e un segretario, anch'esso di nomina papale.
La commissione è convocata in sessione plenaria due volte l'anno. Su richiesta dei due terzi dei membri, e con il consenso del presidente, può essere convocata un'assemblea plenaria straordinaria.
La commissione può creare gruppi di lavoro tra i suoi membri che possono presentare proposte al gruppo completo.
Le lingue utilizzate dalla commissione sono l'italiano, lo spagnolo e l'inglese.

## Membri della commissione
Nel dicembre del 2014 papa Francesco ha nominato nuovi membri, tra cui un sopravvissuto ad abusi e diversi esperti (quattro donne e quattro uomini provenienti dai cinque continenti), portando il totale a diciassette membri. I nuovi membri sono:
- sig. Peter Saunders, sopravvissuto ad abusi ed amministratore delegato della sede del Regno Unito dell'Associazione nazionale per le persone vittime di abusi nell'infanzia;
- dr.ssa Krysten Winter-Green;
- sig. Bill Kilgallon;
- suor Hermenegild Makoro, C.P.S.;
- sig.ra Kathleen McCormack;
- suor Kayula Lesa, R.S.C.;
- dr. Gabriel Dy-Liacco;
- b.ssa prof. Sheila Hollins;
- rev. Luis Manuel Alí Herrera.[5][6]

Della commissione erano già membri dal 22 marzo 2014:
- sig.ra Marie Collins, irlandese, ha assistito l'arcidiocesi di Dublino nell'istituzione del suo servizio di tutela dei bambini ed è considerata un importante elemento per la commissione dal momento che lei stessa è stata abusata da un prete quando era bambina;[7]
- rev. dr. Humberto Miguel Yáñez, S.I., direttore del Dipartimento di teologia morale presso la Pontificia Università Gregoriana;
- rev. dr. Hans Zollner, S.I., presidente del Centro per la protezione dei bambini della Pontificia Università Gregoriana e direttore e professore dell'Istituto di psicologia;
- on. Hanna Suchocka, già primo ministro della Polonia e ambasciatrice del suo paese presso la Santa Sede;
- dr. Claudio Papale, canonista e avvocato civile, professore di diritto canonico presso la Pontificia Università Urbaniana e funzionario della Congregazione per la dottrina della fede;
- dr.ssa Catherine Bonnet, psichiatra infantile, psicoterapeuta, ricercatrice e autrice.

Nel maggio del 2016 Claudio Papale ha lasciato l'incarico. Il 1º marzo 2017 si è dimessa dalla commissione Marie Collins. Il 13 dicembre 2017 si è dimesso Peter Saunders, già sospeso dal febbraio 2016 per divergenze sull'atteggiamento del cardinale George Pell.
Il 17 dicembre 2017 sono scaduti tutti i membri della commissione, che dovrà quindi essere rinnovata.
Il 17 febbraio 2018 papa Francesco ha nominato membri della commissione:
- suor Jane Bertelsen, F.M.D.M.;
- suor Arina Gonsalves, R.J.M.;
- prof. Ernesto Caffo;
- prof. Neville John Owen;
- prof. Benyam Dawit Mezmur;
- sig. Nelson Giovanelli Rosendo dos Santos;
- prof.ssa Myriam Wijlens;
- sig.ra Sinalelea Fe'ao;
- sig.ra Teresa Kettelkamp.

## Sviluppi
Dopo un avvio lento, la commissione ha, a partire dal 2015, iniziato gli incontri con i vescovi e la sponsorizzazione di programmi di formazione per il personale ecclesiastico in tutto il mondo.
Nel giugno del 2015, la commissione ha invitato papa Francesco a istituire un tribunale per giudicare in Vaticano i vescovi accusati di non essere riusciti a proteggere i bambini dagli abusi sessuali; tale tribunale non sarà comunque mai istituito, perché respinto dalla Congregazione per la dottrina della fede.
Tre membri della commissione si sono riuniti nel 2015 con il presidente della stessa, il cardinale Sean Patrick O'Malley, per esprimere la loro opposizione alla designazione a vescovo di Osorno di monsignor Juan Barros. Barros è stato accusato di complicità in un caso di abuso. Egli era uno stretto collaboratore di un prete di Santiago del Cile che il Vaticano ha giudicato colpevole di abusi sessuali nel 2011, il rev. Fernando Karadima. Le vittime di padre Karadima sostengono che Barros fosse conoscenza degli abusi, ma che non ha protestato e che successivamente non è riuscito a sostenere le vittime.
A febbraio 2016 la commissione si è riunita tra le crescenti critiche verso papa Francesco. Secondo i critici il pontefice non avrebbe realizzato la sua promessa di "tolleranza zero" per gli abusi sessuali e la copertura di questi da parte di ecclesiastici. I membri hanno guardato il film candidato all'Oscar Il caso Spotlight. Il film drammatizza l'esperienza del team investigativo del Boston Globe vincitore del premio Pulitzer che ha scoperto ed esposto gli abusi sessuali sistematici e le successive coperture da parte di membri clero e della gerarchia ecclesiastica a Boston.
Nel corso degli anni seguenti alla sua istituzione, la commissione è stata oggetto di una serie di defezioni dei propri membri, seguite da polemiche e critiche sull'effettiva utilità della stessa. Il 6 febbraio 2016 si dimette, infatti, Peter Saunders - attivista inglese nella lotta contro la pedofilia e vittima di abusi da bambino - che critica l'impotenza della Commissione nei confronti del cardinale George Pell, ex arcivescovo di Sydney che aveva protetto molti sacerdoti pedofili in Australia, il quale non rispondeva alle richieste di comparizione dei tribunali australiani inviando certificati medici da Roma; Saunders chiedeva anche le "immediate dimissioni" del cardinale Pell dagli "importanti incarichi" in Vaticano. George Pell, infatti, era stato accusato nel 2012 di aver insabbiato diversi casi di abusi in Australia e poi nel luglio 2016 di atti di pedofilia commessi da lui stesso ancora in Australia, per i quali verrà incriminato nel giugno 2017; il cardinale, da sempre difeso da papa Francesco, fu quindi spostato in Vaticano nel 2014 per coprire il prestigioso incarico di prefetto degli Affari economici del Vaticano, oltre ad essere inserito nel Consiglio dei cardinali istituito da papa Bergoglio nel 2013, il cosiddetto C9, costituito da nove cardinali con funzione consultiva del pontefice.
Il primo marzo 2017 si dimette anche Marie Collins - irlandese, molestata quando era tredicenne da un cappellano in ospedale - che denuncia come il lavoro della "Pontificia commissione per la tutela dei minori" venga vanificato o respinto dagli stessi Dicasteri della Curia romana, come ad esempio per la semplice proposta di dover rispondere alle lettere inviate al Vaticano dalle vittime di abusi oppure per la richiesta di istituire un tribunale per giudicare i vescovi negligenti nel perseguire questi crimini. Marie Collins ha inoltre criticato il Vaticano per non aver sufficientemente finanziato la commissione, un problema che secondo lei potrebbe mettere a repentaglio il suo lavoro. La commissione ha altresì consigliato di considerare un innalzamento dei propri fondi per favorire la propria opera.
Il 23 febbraio 2018 è la psichiatra infantile francese Catherine Bonnet - specialista nella cura di minorenni vittime di violenze sessuali - che lascia la "Pontificia commissione per la tutela dei minori", denunciando come la stessa non sia riuscita a perseguire gli intenti dichiarati e rilevando anche come il mancato obbligo di denuncia nei confronti dei sacerdoti pedofili e il segreto pontificio sui religiosi indagati di abusi siano ostacoli insormontabili, per rimuovere i quali fu fatta una specifica richiesta a papa Francesco che non diede però alcuna risposta. La Bonnet lamentava, inoltre, che le vittime non hanno accesso agli elementi della procedura, che "quando inviano lettere, noi non rispondiamo" e, infine, il fatto che il Papa "non è mai venuto alle nostre riunioni interne".

## Cronotassi

### Presidenti
- Cardinale Sean Patrick O'Malley, O.F.M.Cap. (10 settembre 2014 - 5 luglio 2025)
- Arcivescovo Thibault Verny, dal 5 luglio 2025

### Segretari
- Monsignore Robert W. Oliver (10 settembre 2014 - 22 giugno 2021)
- Presbitero Andrew Small, O.M.I. (22 giugno 2021 - 15 marzo 2024)
- Vescovo Luis Manuel Alí Herrera, dal 15 marzo 2024

### Segretari aggiunti
- Dott.ssa Teresa Morris Kettelkamp, dal 15 marzo 2024